# Muhammad ibn Muhammad al-Dzsajháni
Al-Dzsajháni, teljes nevén: Abu Ali Muhammad ibn Muhammad al-Dzsajháni (Abū 'Alī Muhammad ibn Muhammad al-Ğayhānī; Buhara?, X. század? – Buhara, 941) a számánida emír, II. Naszr vezíre, a földrajzíró Dzsajháni feltételezett fia. Tisztségét 938-tól haláláig, 941-ig töltötte be. Ha helytálló az egymást követő Dzsajháni-generációkról szóló elmélet, akkor feltehetően őt is megcélozta a Jákút által idézett Abu-t-Tajjib at-Táhiri egy gúnyverse, mely szerint szavajárása hazín (Jákút szerint „menekülni”) volt.
Elképzelhetőnek tartják, hogy apja, Muhammad ibn Ahmad al-Dzsajháni híres földrajzi művét (Kitáb al-maszálik va-l-mamálik, „Az utak és országok könyve”) folytatta, átdolgozta, vagy befejezte.
Ibn al-Aszír homályosan jelöli meg halála okát: taht al-hadm („váratlanul”, „balesetben”, „a romok alatt”). Lehet, hogy a kifejezés a taht al-haram („aggkori végelgyengülésben”) helyett szerepel, de az is lehet, hogy a 940-941-ben kitört lázadásra utal, amelynek a buharai udvar több tekintélyes tagja is áldozatul esett; az idős Rudaki például, aki udvari költőnek számított, csak kevéssel élte túl brutális bántalmazását. Ebben az esetben a vezír erőszakos halált halt.